# モーリス・スミス
モーリス・スミス（Maurice Smith、1961年12月13日 - ）は、アメリカ合衆国の男性キックボクサー、総合格闘家。ワシントン州シアトル出身。ジ・アライアンス所属。第2代UFC世界ヘビー級王者。元WKAキックボクシング世界ヘビー級王者。元ISKAムエタイ世界ヘビー級王者。UFC殿堂入り。

## 概要
1992年にピーター・アーツに敗れるまで、8年間キックボクシング界で無敗を誇り、ヘビー級の頂点に立ち続けた。また、総合格闘技界においても、UFCで世界ヘビー級王座を獲得するなどの活躍を見せ、UFCに貢献した選手に授与される「UFC殿堂入り（UFCホール・オブ・フェイム）」の称号も獲得している。現在はモーリス・スミス キックボクシングセンターというジムを経営している。

## 来歴
元々フットボールの選手を夢見ていた少年だったが、13歳の時にブルース・リーの映画「ドラゴン怒りの鉄拳」を観て格闘技に目覚め、テコンドーに入門する。テコンドー以外にも松濤館空手や詠春拳の経験もあった。
18歳の時、当時ようやく軌道に乗り出したアメリカのフルコンタクト空手の試合をテレビで見たことから、それまでの伝統的な武道を止めてキックボクサーとしてのキャリアを開始した。
プロデビューは21歳でデビュー戦で世界戦のリングに上がり、トニー・モレリが保持していたWKC（世界空手評議会）世界クルーザー級タイトルに挑戦したが、判定で敗れた。　翌年の1983年、ハワイでトニー・モレリの持つWKC世界クルーザー級王座に再度挑戦、KO勝利で初の世界王座を獲得する。　
初来日は1983年5月21日、後楽園ホールにて全日本マーシャルアーツ連盟の興行で、ドン・星野・ウィルソンの持つ、WKA世界クルーザー級王座に挑戦し、11Rまでもつれこんだが、判定負けを喫した。この試合後、オランダの興行に参加。ムエタイスタイルに強く惹かれ、オランダ目白ジムのヤン・プラスの元でムエタイを学ぶ。1983年8月にトラビス・エベレットを破り、念願のWKAキックボクシング世界ヘビー級王座を奪取。やがてISKAムエタイ世界ヘビー級王座を獲得した。
1989年11月29日、第2次UWFの東京ドーム大会「U-COSMOS」に参戦し、異種格闘技ルールで鈴木みのるに右ストレートでKO勝ちした。勝利直後にリング上でヘビー級の体格にもかかわらず後方宙返りを見せた。
1990年、WKAスーパーヘビー級王者のケビン・ローズイヤーと後楽園ホールで対戦。1Rにムエタイ並みのしなやかな右ハイキックをローズイヤーの左顎に決め、KO勝ちを収めた。

1990年9月、日本武道館でイギリスのフロイト・ブラウンと自身初のムエタイルールで試合をするが、予想外の苦戦を強いられる。判定で辛勝したもののブラウンの執拗なロー攻撃で、試合後ひとりで満足に歩けない状態になった。
高田延彦が「対戦したい」と発言したことを受けて、全日本キックボクシング連盟が高田に事前に何の交渉もしないままスミスとのカードを発表。試合当日、高田が来なかったことで、リング上でテンカウントを鳴らし、高田の試合放棄という形でスミスの勝利と主催者が宣言した。
1992年4月9日、フランスにてピーター・アーツに判定で破れ、8年間無敗の記録に終止符が打たれた。
1993年4月30日、第1回K-1グランプリに参戦。ピーター・アーツと並ぶ優勝候補として期待され、1回戦は負傷により欠場したスタン・ザ・マンの代役正道会館の後川聡之に判定勝ちしたが、準決勝では当時日本では無名だったアーネスト・ホーストの左ハイキックで失神KO負けを喫した。
その後パンクラス参戦、第2次UWF時代に因縁の生まれた鈴木みのる、船木誠勝らの挑戦を受け、総合格闘技をメインに活動することになるが、まだ総合格闘技へ順応しておらず、30代を越え全盛期より力も落ちていたことと、バス・ルッテンやケン・シャムロックなどトップどころとの対戦が主だったせいで、パンクラスでの戦績はあまり芳しくはなかった。
対戦をきっかけにシャムロックがアメリカで主宰する道場「ライオンズ・デン」で総合格闘技を学ぶようになると、そこでフランク・シャムロックと出会い、フランクがスミスにグランドテクニックを、スミスはフランクに打撃テクニックを互いに教えあう仲になる。
1996年1月24日にリングス初参戦。高阪剛に敗退するが、高阪の技術に惚れ込んだスミスはアメリカに高阪を招いてフランク・シャムロックと3人で総合格闘技チーム「Alliance」を結成。弱点であったグランドテクニックを徹底的に習得した。その成果が発揮されたのは、マーカス・コナンの保持するヘビー級王座に挑戦した同年10月のExtreme Fighting 3で、スミスは柔術家のコナンからスイープでトップポジションを取るなどグランドテクニックの向上を見せ、3Rに右ハイキックでTKO勝ちを収め王座獲得に成功した。
1997年1月22日、リングスで前田日明と対戦し、ネックロックで一本負け（ただし旧リングスルールによる）。
1997年2月1日、フランスパリでジェロム・レ・バンナの持つISKAムエタイ世界スーパーヘビー級王座に挑戦するも判定負け、ISKA2階級制覇を逃す。
同年3月28日にはExtreme Fighting 4において村上一成を相手に初防衛に成功するものの、同大会を最後にエクストリーム・ファイティング・チャンピオンシップが消滅。
同年7月17日にはUFCに初参戦し、UFC世界ヘビー級王者のマーク・コールマンに挑戦する。コールマンのマウントポジションからのパウンドとヘッドバットの猛攻をしのいでスタンドに戻すと打撃で反撃し、判定勝ちを収め王座獲得に成功した。10月17日にはタンク・アボットを下し初防衛に成功するも、12月21日のUFC Japanでランディ・クートゥアに判定負けで王座陥落。しかし、世界レベルのレスラーであるクートゥアを相手に総合格闘技への適応能力を見せた。
1998年にはK-1に復帰。戦績は芳しくなかったものの、名前に傷がつくことを恐れるよりも強豪との試合を選んだ姿勢は高く評価される。以後、K-1には2003年まで断続的に参戦。2001年には北米地区予選トーナメントで優勝。
また、同時進行して継続して総合格闘技も続行。UFC、リングス、WEFで活躍。レナート・ババル、ブランコ・シカティック、ヘンゾ・グレイシー、ペドロ・ヒーゾなどのビッグネームと対戦した。
2007年5月19日、IFLでマルコ・ファスと対戦し、TKO勝ち。
2008年6月8日、戦極初参戦となった戦極 〜第三陣〜で吉田秀彦と対戦し、袈裟固めで一本負け。
2017年にUFC殿堂入り。この年に1度来日してトークイベントを行ったが、以降の消息は不明。

## 戦績

### 総合格闘技
| 総合格闘技 戦績 | 総合格闘技 戦績 | 総合格闘技 戦績 | 総合格闘技 戦績 | 総合格闘技 戦績 | 総合格闘技 戦績 | 総合格闘技 戦績 |
| --------------- | --------------- | --------------- | --------------- | --------------- | --------------- | --------------- |
| 27 試合         | (T)KO           | 一本            | 判定            | その他          | 引き分け        | 無効試合        |
| 13 勝           | 7               | 3               | 3               | 0               | 0               | 0               |
| 14 敗           | 0               | 8               | 4               | 2               | 0               | 0               |

| 勝敗 | 対戦相手                   | 試合結果                         | 大会名                                                                         | 開催年月日     |
| ×    | マット・コバチ             | 5分3R終了 判定0-3                | Cage Warrior Combat 9                                                          | 2013年11月2日  |
| ○    | ホルヘ・コルドバ           | 3R 2:05 KO（ハイキック）         | RFA 2: Yvel vs. Alexander                                                      | 2012年3月30日  |
| ×    | 吉田秀彦                   | 1R 2:43 袈裟固め                 | 戦極 〜第三陣〜                                                                | 2008年6月8日   |
| ○    | リック・ルーファス         | 1R 1:53 ストレートアームバー     | Strikeforce: At The Dome                                                       | 2008年2月23日  |
| ○    | マルコ・ファス             | 4R 3:43 TKO（タオル投入）        | IFL: Chicago                                                                   | 2007年5月19日  |
| ×    | レナート・ババル           | 5分3R終了 判定0-3                | UFC 28: High Stakes                                                            | 2000年11月17日 |
| ○    | ボビー・ホフマン           | 5分3R終了 判定2-0                | UFC 27: Ultimate Bad Boyz                                                      | 2000年9月22日  |
| ×    | ヘンゾ・グレイシー         | 1R 0:50 アームロック             | リングス RISE 7th KING of KINGS Bブロック 【2回戦】                            | 1999年12月22日 |
| ○    | ブランドン・リー・ヒンクル | 5分2R終了 判定1-0                | リングス RISE 7th KING of KINGS Bブロック 【1回戦】                            | 1999年12月22日 |
| ×    | マーカス・コナン           | 1R 7:33 肩固め                   | WEF 7: Stomp in the Swamp                                                      | 1999年10月9日  |
| ○    | ブランコ・シカティック     | 1R 7:33 前腕チョーク             | PRIDE.7                                                                        | 1999年9月12日  |
| ○    | マルコ・ファス             | 1R終了時 TKO（タオル投入）       | UFC 21: Return of the Champions                                                | 1999年7月16日  |
| ×    | ケビン・ランデルマン       | 15分1R+延長R終了 判定0-3         | UFC 19: Ultimate Young Guns                                                    | 1999年3月5日   |
| ×    | ランディ・クートゥア       | 15分1R+延長2R終了 判定1-2        | UFC Japan: Ultimate Japan 【UFC世界ヘビー級タイトルマッチ】                    | 1997年12月21日 |
| ○    | タンク・アボット           | 1R 8:08 ギブアップ（ローキック） | UFC 15: Collision Course 【UFC世界ヘビー級タイトルマッチ】                     | 1997年10月17日 |
| ○    | マーク・コールマン         | 15分1R+延長2R終了 判定3-0        | UFC 14: Showdown 【UFC世界ヘビー級タイトルマッチ】                             | 1997年7月17日  |
| ○    | 村上一成                   | 1R 4:23 KO（パンチ）             | Extreme Fighting 4 【Extreme Fightingヘビー級タイトルマッチ】                  | 1997年3月28日  |
| ×    | 前田日明                   | 5:35 ネックロック                | リングス MEGA BATTLE TOURNAMENT 1996 Grand Final                               | 1997年1月22日  |
| ○    | マーカス・コナン           | 3R 1:36 TKO（ハイキック）        | Extreme Fighting 3 【Extreme Fightingヘビー級タイトルマッチ】                  | 1996年10月18日 |
| ×    | 田村潔司                   | 10:58 腕ひしぎ十字固め           | リングス MAELSTROM 6th 〜旗揚げ5周年記念大会〜                                 | 1996年8月24日  |
| ×    | バス・ルッテン             | 4:34 チョークスリーパー          | パンクラス 1995 EYES OF BEAST                                                  | 1995年11月4日  |
| ×    | バス・ルッテン             | 2:10 膝十字固め                  | パンクラス 1995 EYES OF BEAST                                                  | 1995年5月13日  |
| ×    | ケン・シャムロック         | 4:23 チョークスリーパー          | パンクラス 1994 ROAD TO THE CHAMPIONSHIP 【KING OF PANCRASE TOURNAMENT 2回戦】 | 1994年12月16日 |
| ○    | 冨宅祐輔                   | 2:48 KO（膝蹴り）                | パンクラス 1994 ROAD TO THE CHAMPIONSHIP 【KING OF PANCRASE TOURNAMENT 1回戦】 | 1994年12月16日 |

### キックボクシング
| キックボクシング 戦績 | キックボクシング 戦績 | キックボクシング 戦績 | キックボクシング 戦績 | キックボクシング 戦績 | キックボクシング 戦績 | キックボクシング 戦績 |
| --------------------- | --------------------- | --------------------- | --------------------- | --------------------- | --------------------- | --------------------- |
| 71 試合               | (T)KO                 | 判定                  | その他                | 引き分け              | 無効試合              |                       |
| 53 勝                 |                       |                       |                       | 5                     | 0                     |                       |
| 13 敗                 |                       |                       |                       | 5                     | 0                     |                       |

| 勝敗 | 対戦相手                   | 試合結果                                    | 大会名                                                                                            | 開催年月日     |
| ×    | クリス・クリソポリディス   | 3R終了 判定                                 | No Respect 3                                                                                      | 2005年11月7日  |
| ×    | リック・ルーファス         | 3R終了 判定3-0                              | K-1 WORLD GP 2003 in Las Vegas 【準決勝】                                                         | 2003年5月2日   |
| ○    | ジュゼッペ・ドナテリ       | 3R終了 判定3-0                              | K-1 WORLD GP 2003 in Las Vegas 【準々決勝】                                                       | 2003年5月2日   |
| ○    | TSUYOSHI                   | 3R終了 判定2-0                              | K-1 BEAST 2003 〜山形初上陸〜                                                                     | 2003年4月6日   |
| ×    | ピーター・アーツ           | 3R+延長R終了 判定0-3                        | K-1 WORLD GP 2001 in LAS VEGAS 【準決勝】                                                         | 2001年8月11日  |
| ○    | ユルゲン・クルト           | 3R終了 判定3-0                              | K-1 WORLD GP 2001 in LAS VEGAS 【1回戦】                                                          | 2001年8月11日  |
| ○    | マイケル・マクドナルド     | 延長R終了 判定2-1                           | K-1 WORLD GP 2001 USA大会 【決勝】                                                                | 2001年5月5日   |
| ○    | ギュンター・シンガー       | 2R 0:24 KO                                  | K-1 WORLD GP 2001 USA大会 【準決勝】                                                              | 2001年5月5日   |
| ○    | ペドロ・フェルナンデス     | 3R終了 判定3-0                              | K-1 WORLD GP 2001 USA大会 【1回戦】                                                               | 2001年5月5日   |
| ×    | アンディ・フグ             | 5R終了 判定0-3                              | K-1 SPIRITS '99 〜魂の戦い〜                                                                      | 1999年8月22日  |
| ×    | ピーター・アーツ           | 3R 2:44 TKO（右ストレート）                 | K-1 SURVIVAL '99                                                                                  | 1999年6月6日   |
| ×    | マイク・ベルナルド         | 5R終了 判定0-3                              | K-1 GRAND PRIX '98 開幕戦 【1回戦】                                                               | 1998年9月27日  |
| ×    | アーネスト・ホースト       | 5R終了 判定0-3                              | K-1 THE NEW FIGHTING SPIRIT '98                                                                   | 1998年8月7日   |
| △    | 佐竹雅昭                   | 5R終了 判定0-0                              | K-1 KINGS '98                                                                                     | 1998年4月9日   |
| ×    | ジェロム・レ・バンナ       | 5R終了 判定                                 | サミー・ケプシー・ル・ショック・デ・モンド 【ISKAムエタイ世界スーパーヘビー級タイトルマッチ】     | 1997年2月1日   |
| ○    | ジェフ・ルーファス         | 8R KO                                       | LA NUIT DES CHAMPIONS III                                                                         | 1996年11月23日 |
| ○    | 山田学                     | 2R 2:14 KO                                  | パンクラス 1995 EYES OF BEAST 【キックボクシングルール】                                          | 1995年9月1日   |
| ○    | フランク・ロブマン         | KO（ハイキック）                            | DESTINY-VII                                                                                       | 1994年7月30日  |
| ○    | アレックス・デジール       | 10R KO（パンチ）                            | ラスベガス 【WKAキックボクシング世界ヘビー級タイトルマッチ】                                      | 1993年12月4日  |
| ○    | 鈴木みのる                 | 3R 0:52 TKO                                 | パンクラス 1993 YES, WE ARE HYBRID WRESTLERS 【キックボクシングルール】                           | 1993年11月8日  |
| ×    | アーネスト・ホースト       | 3R 1:18 KO（左ハイキック）                  | K-1 GRAND PRIX '93 【準決勝】                                                                     | 1993年4月30日  |
| ○    | 後川聡之                   | 3R終了 判定3-0                              | K-1 GRAND PRIX '93 【準々決勝】                                                                   | 1993年4月30日  |
| ○    | マーカス・フックナー       | 5R 1:17 KO（右ヒジ）                        | 全日本キックボクシング連盟"EVOLUTION step-2" 【WKA世界ムエタイヘビー級王座決定戦】                | 1993年3月27日  |
| ×    | ピーター・アーツ           | 4R KO（左ハイキック）                       | THE NIGHT OF THE SHOCK                                                                            | 1993年3月7日   |
| ×    | ピーター・アーツ           | 2分9R終了 判定                              | フランス                                                                                          | 1992年4月9日   |
| ○    | スティーブン・クローウェル | 2R 1:41 TKO（ローキック）                   | World Martial Arts Challenge                                                                      | 1992年3月16日  |
| ○    | スタン・ザ・マン           | 12R終了 判定                                | シドニー 【WKAキックボクシング世界ヘビー級タイトルマッチ】                                        | 1991年         |
| ○    | ヤン・ウェッセル           | 2R 0:58 KO（右アッパーカット）              | 全日本キックボクシング連盟 "Soar Into Space" Chapter 6                                            | 1991年10月26日 |
| ○    | アンドレ・マナート         | 2R KO                                       | Thriller from Paris I                                                                             | 1991年6月29日  |
| ○    | ピーター・スミット         | 5R 1:13 KO（右アッパーカット）              | 全日本キックボクシング連盟 "Soar Into Space" Chapter III                                          | 1991年5月26日  |
| ○    | キース・ベーゼムス         | 1R KO                                       | 全日本キックボクシング連盟 "Soar Into Space" Chapter II                                           | 1991年3月30日  |
| ○    | キース・ベーゼムス         | 2R KO                                       | Sammi Kebchi Promotion                                                                            | 1990年12月9日  |
| ○    | フォレスト・バロウスキー   | 1R 0:20 TKO（ドクターストップ：右目上裂傷） | 全日本キックボクシング連盟 "INSPIRING WARS-THIRD"                                                 | 1990年11月23日 |
| ○    | フロイド・ブラウン         | 5R終了 判定                                 | 全日本キックボクシング連盟 "Inspiring Wars Heat-928"                                              | 1990年9月28日  |
| ○    | ケビン・ローズイヤー       | 2R KO                                       | 全日本キックボクシング連盟 "Inspiring Wars" 1 【WKAキックボクシング世界ヘビー級タイトルマッチ】   | 1990年1月20日  |
| ○    | スティーブ・トンプレイ     | 5R 2:00 KO（右ハイキック）                  | 全日本キックボクシング連盟「スーパーファイト2」 【WKAキックボクシング世界ヘビー級タイトルマッチ】 | 1987年9月5日   |
| ○    | ディーノ・ホームズ         |                                             | 【WKAキックボクシング世界ヘビー級タイトルマッチ】                                                 | 1987年         |
| ○    | ビル・モリソン             | 8R 0:55 TKO（ローキック）                   | ラスベガス 【WKAキックボクシング世界ヘビー級タイトルマッチ】                                      | 1987年         |
| ○    | レイモンド・ホーシー       | KO（ローキック）                            | アトランタ 【WKAキックボクシング世界ヘビー級タイトルマッチ】                                      | 1986年         |
| ○    | マルセル・シュヴァンク     | 1R KO                                       | オランダ                                                                                          | 1984年         |
| ○    | ダナ・グッドソン           |                                             | 【WKAキックボクシング世界ヘビー級タイトルマッチ】                                                 | 1984年         |
| ○    | トラビス・エバレット       | KO（ローキック）                            | メキシコ 【WKAキックボクシング世界ヘビー級王座獲得】                                              | 1984年         |
| ×    | ドン・星野・ウィルソン     | 11R終了 判定                                | “初来日” 【WKAキックボクシング世界クルーザー級タイトルマッチ】                                    | 1983年5月21日  |
| ○    | トニー・モレリ             | 7R KO                                       | ハワイ 【WKCフルコンタクト世界クルーザー級タイトルマッチ】                                        | 1983年         |
| ○    | ドン・中矢・ニールセン     | 7R終了 判定                                 | ラスベガス                                                                                        | 1983年         |
| ×    | トニー・モレリ             | 7R終了 判定                                 | カナダサリー州                                                                                    | 1983年         |
| ○    | マクスル・エクター         | KO                                          | エバレット (ワシントン州)                                                                         | 1981年         |
| ○    | パット・ピータース         | KO                                          | カナダサリー州                                                                                    | 1981年         |
| ○    | Scott Rohr                 | KO                                          | ポートランド (オレゴン州)                                                                         | 1981年         |
| ○    | Ken Orr                    | KO                                          | エバレット (ワシントン州)                                                                         | 1981年         |
| ○    | Milt Bennet                | 判定                                        | エバレット (ワシントン州)                                                                         | 1981年         |
| ○    | Rich Mason                 | KO                                          | エバレット (ワシントン州)                                                                         | 1981年1月17日  |
| ○    | Kelly Worden               | KO                                          | タコマ (ワシントン州)                                                                             | 1980年9月20日  |

### ミックス（空手&キック）ルール
| 勝敗 | 対戦相手 | 試合結果        | 大会名                         | 開催年月日    |
| △    | 佐竹雅昭 | 4R終了 引き分け | 硬派er 〜格闘技オリンピックI〜 | 1992年3月26日 |

### 異種格闘技戦
| 勝敗 | 対戦相手   | 試合結果                    | 大会名                                | 開催年月日     |
| ×    | 鈴木みのる | 3R 0:36 腕ひしぎ逆十字固め  | 1994 RODO TO THE CHAMPIONSHIP         | 1994年5月31日  |
| ×    | 船木誠勝   | 1R 1：50 チョークスリーパー | 全日本キック EVOLUTION STEP-8         | 1993年11月27日 |
| △    | 船木誠勝   | 5R終了 引き分け             | 藤原組 STACK OF ARMS                  | 1992年10月4日  |
| △    | 高田延彦   | 無効試合                    | 全日本キック INSPIRING WARS “HEAT630” | 1990年6月30日  |
| ○    | 鈴木みのる | 4R 1:29 KO（右ストレート）  | U-COSMOS                              | 1989年11月29日 |

## 獲得タイトル
- キックボクシング
  - WKCフルコンタクト空手クルーザー級王座（1983年）
  - WKAキックボクシング世界ヘビー級王座（1983年）
  - WKA世界ムエタイヘビー級王者（1993年）
  - ISKAムエタイ世界ヘビー級王座（1996年）
  - K-1 WORLD GP 2001 北中南米地区予選トーナメント 優勝（2001年）
- 総合格闘技
  - 第2代Extreme Fightingヘビー級王座（1996年）
  - 第2代UFC世界ヘビー級王座（1997年）

## 表彰
- UFC殿堂入り（2017年）